# Achaearanea passiva
Achaearanea passiva är en spindelart som först beskrevs av Eugen von Keyserling 1891.  Achaearanea passiva ingår i släktet Achaearanea och familjen klotspindlar. Inga underarter finns listade i Catalogue of Life.